# Трайзен (Наэ)
Трайзен (нем. Traisen) — община в Германии, в земле Рейнланд-Пфальц.
Входит в состав района Бад-Кройцнах. Подчиняется управлению Бад Мюнстер ам Штайн-Эбернбург. Население составляет 552 человека (на 31 декабря 2010 года). Занимает площадь 2,85 км².